# Trousse de cuvelage
Une trousse de cuvelage - on lui donne aussi le nom de rouet ou roulisse est la pièce de base pour la construction d'un cuvelage de puits de mine. Dans le cas d'un puits classique circulaire, elle a la forme d'une couronne, et est ancrée dans la paroi brute du puits.

## Réalisation
Après creusement d'une passe de 10 à 30 mètres de profondeur de haut en bas, il faut impérativement consolider la paroi du puits par le cuvelage. Pour ce faire, sur 1,5  à   2 mètres de hauteur, on augmente le diamètre brut du puits de 2 mètres environ. Dans cette excavation supplémentaire vient s'ancrer la trousse de cuvelage. Une fois cette trousse réalisée, elle sert de fondations et on exécute le cuvelage du puits de bas en haut.
Dès que ce tronçon est terminé, on reprend le creusement du puits et ainsi de suite.

## Types

### En béton coulé
Cette méthode est la plus universelle. Elle est facile à mettre en œuvre, convient dans tous les terrains, solide ou meuble.
Elle est réalisée en une seule pièce, par une coulée de béton in situ.

### Maçonnée en briques
Dans cette méthode : la trousse ne diffère du reste du cuvelage que par son épaisseur.

### Maçonnée en claveaux de béton
Ces claveaux ont la forme d'une pyramide tronquée. La face interne porte un trou profond de 20 cm environ, qui facilite la manipulation pendant la mise en œuvre. Dans certains cas, ces claveaux sont remplacés par de la pierre de taille.

### Picotée
Les picots utilisés pour cette méthode sont des pièces de bois dur - généralement du chêne qui servent à serrer la lambourde, dans le picotage d'un puits de mine.

### Coupante
Le procédé de la trousse coupante est en réalité, un procédé de fonçage (creusement) d'un puits et non une trousse de cuvelage à proprement parler.